# Negroni

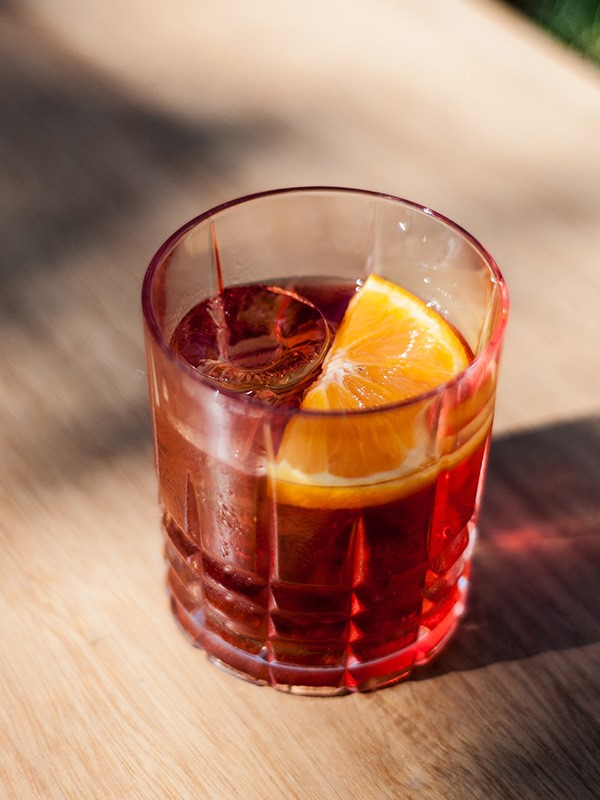
Negroni

El Negroni es un cóctel de origen italiano preparado a base de ginebra, Campari y vermú rojo. Se dice que fue inventado en 1919 por Fosco Scarselli, un camarero florentino que atendía en el Café Casoni, cuando el conde Camillo Negroni le pidió que sustituyese la soda de su cóctel americano por una ginebra. Scarselli añadió una rodaja de naranja como guarnición, en lugar de la habitual rodaja de limón, y a partir de ese momento nació el Negroni.

## Preparación
- 1 parte de vermú rojo.
- 1 parte de Campari.
- 1 parte de ginebra.

El cóctel debe prepararse en el mismo vaso y lleva cubitos de hielo o hielo tallado, pero nunca picado ni molido, pues el Negroni no debe aguarse. Por esa misma razón, las bebidas deben servirse ya frías de antemano, a fin de que el hielo no se derrita rápidamente y ensucie la bebida. Puede añadirse unas gotas de naranja para realzar el sabor del vermú, o de limón para potenciar el sabor de la ginebra. La receta original se servía con una rodaja de naranja en el filo del vaso o también una espiral de cáscara de limón dentro del vaso.
El vaso clásico para un Negroni es el llamado old fashioned, o vaso corto, un vaso bajo y ancho; las partes de los licores han de ser exactamente iguales, puesto que más ginebra de la cuenta daría un sabor excesivamente fuerte y alcoholizado, mientras que un exceso de vermú lo endulzaría en exceso.

## Variaciones
- Negroni sbagliato («Negroni incorrecto»): sustituye la ginebra por cava o champán.[3]
- Americano: Campari, vermú rosso, y un toque de soda.
- Boulevardier: whisky, preferiblemente Bourbon, en reemplazo de ginebra.[4]
- Negroni holandés: utiliza Jenever en reemplazo de la ginebra.[5]
- Negroni chileno: pisco en reemplazo de ginebra.[6]
- Negroni Nacional: araucano en reemplazo de Campari.
- Negroni Mexicano: mezcal en reemplazo del Ginebra.
- Old pal: whisky de centeno en reemplazo de ginebra y vermú seco en reemplazo de vermú rosso.

## Negroni Week
Desde 2013, la revista Imbibe organiza junto a Campari la Negroni Week. Durante una semana de junio, la barra de los bares y restaurantes que participan en la campaña sirven el Negroni clásico y algunas variantes de este cóctel para donar una parte de los ingresos recaudados a proyectos solidarios.